# Elena Cruz
Elena Cruz (Buenos Aires, Argentina, 27 de noviembre de 1926-7 de enero de 2020) fue una actriz de cine y de televisión argentina, que trabajó en la segunda mitad del siglo XX. Tuvo una breve carrera política.
Falleció a los 93 años el 7 de enero de 2020, la noticia fue conocida por la esquela publicada en el diario La Nación.

## Carrera artística
Actuó en radioteatros y también en programas cómicos como El festival de Felipe con Luis Sandrini.
Se inició en cine interpretando papeles menores en la década de 1950 y tras casarse con Fernando Siro comenzó a actuar en roles de mayor importancia en películas dirigidas por el mismo, como por ejemplo en Amor libre (1969) y Autocine Mon Amour (1972).
En televisión actuó en 1959 en el ciclo Matrimonio feliz se necesita con Beatriz Taibo, Sergio Renán y Pepe Soriano sobre libretos de Abel Santa Cruz.
En 1961 se desempeñó en el programa Inspector Saa protagonizado por Fernando Siro con libreto de Dalmiro Sáenz, uno de cuyos capítulos fue Nadie oyó gritar a Cecilio Fuentes, historia que Siro llevó a la pantalla grande 1964. En 1963 por Canal 9 intervino en Tele-Radioteatro Odol por la tarde.
En agosto de 2012 recibió de la Fundación SAGAI el homenaje a su trayectoria que ella reconoce a los importantes artistas del medio audiovisual mayores de 80 años.
En octubre de 2013 el periodista internacional Leandro Gasco publicó el libro titulado Elena Cruz de Fernando Siro se confiesa con Leandro Gasco y con subtítulo: Amor eterno contra viento y marea (ISBN 978-987-27411-2-9). Editado por RG Ediciones, donde realizó una profunda investigación periodística, sacando a la luz datos que abarcan desde lo político hasta lo artístico. Como eje central la obra literaria fue mentada como un reconocimiento a la trayectoria de dos maestros de actores.

## Actividad política
El 24 de marzo de 2001, junto a su esposo Fernando Siro asistieron a una manifestación junto a una treintena de personas frente al domicilio del dictador Jorge Rafael Videla, en el barrio porteño de Belgrano, vivándolo y reivindicando el Proceso de Reorganización Nacional, en el día en el que se cumplían 25 años del Golpe de Estado de 1976.
Esta reaparición pública le fue repudiada por organismos y agrupaciones defensoras de derechos humanos y determinó que la Asociación Argentina de Actores la expulsara al igual que a su esposo. Una denuncia penal por apología del delito fue desestimada por la justicia.
En una entrevista cuando se le mencionó que Videla estaba preso replicó que así era, «desgraciadamente». Más adelante dijo que lo que hizo fue «lamentar que haya presos políticos».
En los comicios de 2000 ocupó el 22° lugar en la lista de legisladores de la ciudad de Buenos Aires de la alianza Encuentro por la Ciudad, del exministro de Economía Domingo Cavallo y el ministro de Seguridad, Justicia y Derechos Humanos, Gustavo Béliz. La coalición consiguió 20 bancas y las renuncias de Víctor Santa María y Alberto Fernández llevaron a Elena Cruz a la Legislatura. Fue impugnada por algunos sectores políticos que pidieron no fuera admitida en el cuerpo pero la impugnación fue rechazada por 21 votos negativos, 10 positivos y 13 abstenciones, por lo que el 18 de septiembre de 2003 prestó juramento para asumir el cargo.

## Filmografía
Actriz
- Sapucay, mi pueblo   (1997)
- Las colegialas   (1986) Directora McPherson
- Venido a menos   (1984)
- Seis pasajes al Infierno (1981) dir. Fernando Siro
- Las vacaciones del amor   (1981)
- Abierto día y noche   (1981)
- Tiro al aire   (1980) …Cameo
- La canción de Buenos Aires   (1980)
- Los pequeños aventureros   (1977)
- Los días que me diste   (1975)
- Contigo y aquí   (1974) …Berta
- Los golpes bajos   (1974)
- Siempre fuimos compañeros   (1973)
- Autocine Mon Amour   (1972)
- Y que patatín... y que patatán   (1971)
- Pate Katelin en Buenos Aires (inédita) (1969)
- El salame   (1969)
- Amor libre   (1969) …Elba
- Lo prohibido está de moda   (1968)
- Necesito una madre   (1966)
- Nadie oyó gritar a Cecilio Fuentes   (1965)… Marcela
- Paula cautiva   (1963)
- El millonario   (1955)
- Canario rojo   (1955)
- Pájaros de cristal   (1955) …Bailarina
- Tren internacional   (1954) …Telefonista
- La bestia humana   (1954)… Mujer atacada
- La voz de mi ciudad   (1953)
- Ellos nos hicieron así   (1953)
- Mercado negro   (1953) …Anita
- La melodía perdida   (1952)

Guionista
- La canción de Buenos Aires   (1980)
- Donde duermen dos... duermen tres   (1979)

Autor
- La canción de Buenos Aires   (1980)

Autor de la idea original
- La carpa del amor    (1979)

## Televisión
- Matrimonios y algo más (serie)
- Muchacha italiana viene a casarse (serie) (1969)
- Un tranvía llamado Deseo (película)  (1956) …Eunice

## Teatro
- 1954: De París llegó el desnudo -  El folies se hizo porteño, con la "Compañía Argentina de Grandes Revistas" encabezada por Marcos Caplán, Pedro Quartucci, Morenita Galé, Elsa del Campillo, Mario Fortuna y la vedette francesa May Avril.
- 1955: Escalera a dos puntas, estrenado en el Teatro Smart, con la "Compañía Argentina de Comedias" encabezada por Ángel Magaña con Nelly Panizza, Alejandro Maximino y Fernando Siro.